# 威桑迪區政府

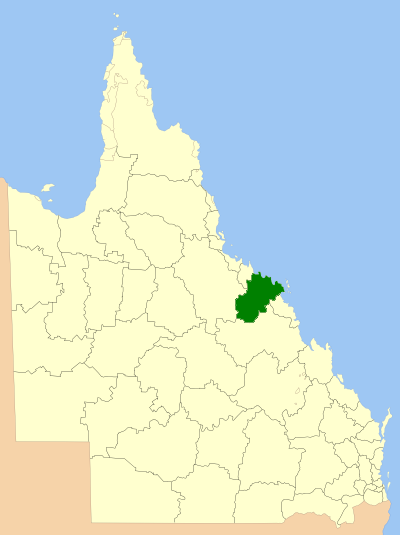
威桑迪區於昆士蘭州轄境圖

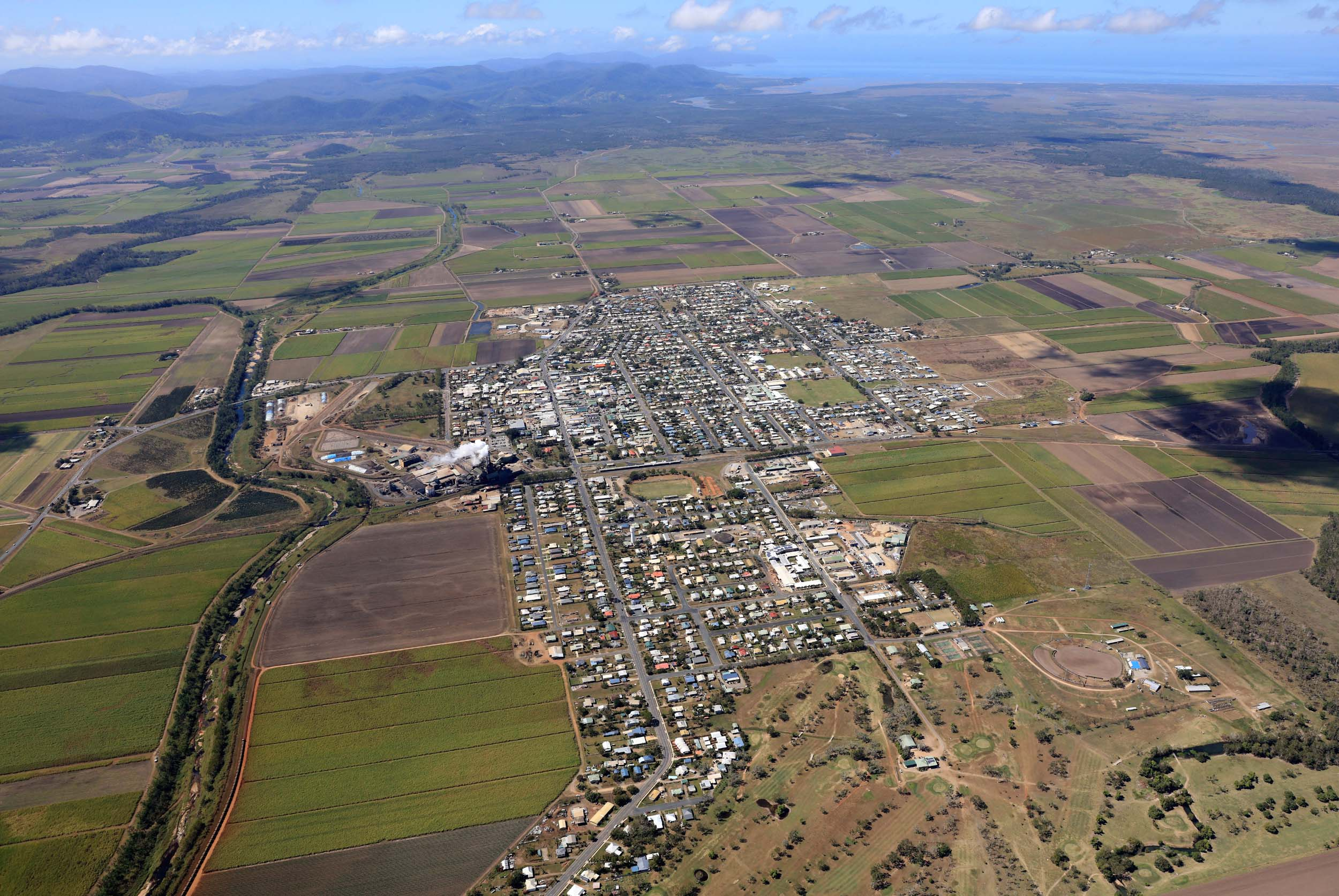

威桑迪區（英語：Whitsunday Region；或譯聖靈降臨區）是澳大利亞昆士蘭州北部的地方政府，於2008年由2個地方政府合併而成，轄境有23856平方公里，所統籌的政府預算有澳幣4880萬；2018年，人口有35,050人。

## 區議會
區內劃分6個選區，各區選舉1名議員，區長為直選。

## 外部連結
- 威桑迪區政府官方網站（页面存档备份，存于）